# Poul Nyrup Rasmussen
Poul Nyrup Rasmussen (Esbjerg, 15 de junio de 1943) fue el primer ministro de Dinamarca desde el 25 de enero de 1993 hasta el 27 de noviembre de 2001.

## Biografía
Se graduó en ciencias económicas en la Universidad de Copenhague en 1971. En 1987 pasó a ser el vicesecretario general del Partido Socialdemócrata de Dinamarca, y un año después se integró en el Parlamento de Dinamarca.
Desde 1992 fue secreatio general de su partido, hasta el año 2002, cuando fue sucedido por Mogens Lykketoft. En 1993 sucedió a su compañero de partido Poul Schlüter como primer ministro del gobierno danés. Cargo que ocupó durante cuatro legislaturas, hasta el año 2001, en el que perdió las elecciones presidenciales. La victoria en ellas fue para el liberal Anders Fogh Rasmussen, del partido Venstre en coalición con el Partido Popular Conservador. Se trataba de la primera vez que los socialdemócratas abandonaban el gobierno desde el año 1920. P. N. Rasmussen cambió entonces el Parlamento de Dinamarca por el europeo, tras una victoria récord en la elección individual de Dinamarca al Parlamento Europeo de 2004, con un número total de votos de 407.966. Dos años más tarde, en el congreso del PSE celebrado en Oporto en 2006, fue reelegido como presidente del partido por un período de dos años y medio más.
Durante su gobierno se celebró el referéndum sobre la entrada de Dinamarca en el euro, el 28 de septiembre de 2000. Los daneses rechazaron dicha entrada con un 53,2% de votos negativos.